# Мерседес Маккембрідж
Шарлотта Мерсе́дес Маккембрідж (англ. Mercedes McCambridge; 16 березня 1916, Джолі, Іллінойс — 2 березня 2004, Ла-Хоя) — американська акторка радіо та кіно, автобіографка. Володарка премії «Оскар» за найкращу жіночу роль другого плану, одна з 8 акторок в історії світового кіно, яка отримала цю нагороду за дебютну роль другого плану. Удостоєна зірки на Голлівудській алеї слави.

## Біографія
Народилася 16 березня 1916 в місті Джолі, Іллінойс, в сім'ї ірландських католиків Марі і Джона Патріка Маккембрідж. Освіту отримала в коледжі Манделей в Чикаго.
У 1939 одружилася з Вільямом Фіфелдом. Народила сина Джона Лоуренса, в 1946 розлучилася.
У 1950 одружилася з канадським радіорежисером Флетчером Маркелом. Під час шлюбу у неї почалися проблеми з алкоголем, її часто госпіталізували. Розлучилася в 1962. Остаточно перемогла алкоголізм у 1969, після відвідування центру анонімних алкоголіків.
Мерседес Маккембрідж померла 2 березня 2004 в своєму будинку в каліфорнійському місті Ла-Хойя в віці 87 років.

## Кар'єра
Кар'єру розпочала в 1940-ві як акторка на радіо, а пізніше дебютувала на Бродвеї. У кіно Маккембрідж дебютувала в 1949 у фільмі «Вся королівська рать». За роль Седі Барк в цьому фільмі вона удостоїлася премій «Оскар» і «Золотий глобус», за «найкращу жіночу роль другого плану», а також «Золотий глобус» як «найкраща акторка». У 1954 разом з Джоан Кроуфорд знялася у вестерні «Джонні Гітара», який вважається класикою цього жанру. Виконала роль Луз в вестерні «Гігант», де разом з нею знімалися Елізабет Тейлор, Рок Хадсон і Джеймс Дін. Ця роль принесла їй номінацію на «Оскар» (премію отримала Дороті Мелоун).
У 1973 році Мерседес Маккембрідж озвучила демона Пазузу у фільмі «Той, що виганяє диявола». Компанія «Warner Bros.» обіцяла їй, що її ім'я буде значитися в титрах, але не зазначила виконавицю. Після цього між Маккембрідж і режисером фільму виник конфлікт, який було залагоджено лише після того, як за допомогою Екранної гільдії акторів акторка домоглася включення свого імені в титри.
У 1981 році опублікована її автобіографія «The Quality of Mercy: An Autobiography». На Голлівудській алеї слави Мерседес Маккембрідж має дві зірки: за внесок в кіно на Вайн-стріт 1722 і за внесок у телебачення на Голлівуд-бульвар 6243.

## Вибрана фільмографія
1. 1949: «Вся королівська рать» / All the King's Men — Седі Берк
2. 1951: «Блискавка б'є двічі» / Lightning Strikes Twice — Ліза МакСтрінгер
3. 1954: «Джонні Гітара» / Johnny Guitar — Емма Смол
4. 1956: «Гігант» / Giant — Луз Бенедикт
5. 1957: «Прощавай, зброє!» / A Farewell to Arms — міс ван Кампен
6. 1958: «Печать зла» / Touch of Evil — наркоманка
7. 1959: «Раптово, минулого літа» / Suddenly, Last Summer — міссіс Грейс Голлі
8. 1960: «Сімаррон» / Cimarron — Сара Уайет
9. 1969: «99 жінок» / 99 Women — Тельма Діас, колишня начальниця в'язниці
10. 1969: «Жюстина, або Нещастя чесноти» / Marquis de Sade: Justine — мадам Дюбуа
11. 1973: «Той, що виганяє диявола» / The Exorcist — Демон Пазузу (озвучка)
12. 1978: «Янголи Чарлі» / Charlie's Angels — Норма
13. 1979: «Аеропорт-79: „Конкорд“» / The Concorde… Airport '79 — Неллі
14. 2018: «Інша сторона вітру» / The Other Side of the Wind — Меггі

## Нагороди
- 1950 — Премія «Оскар» — найкраща жіноча роль другого плану, за фільм «Вся королівська рать»
- 1950 — Премія «Золотий глобус» — найкраща жіноча роль другого плану, за фільм «Вся королівська рать»